# Проців
Про́ців — село у Вороньківській сільській громаді Бориспільського району Київської області.

## Географія
Водойми на території села — р. Павлівка, оз. Кошарище, оз. Чорненьке.

## Місцевості (кутки) села
У Процеві відомі наступні назви кутків: Лебедівка, Сальків, Софіївка, Хутір, Борцівський куток.

## Історія

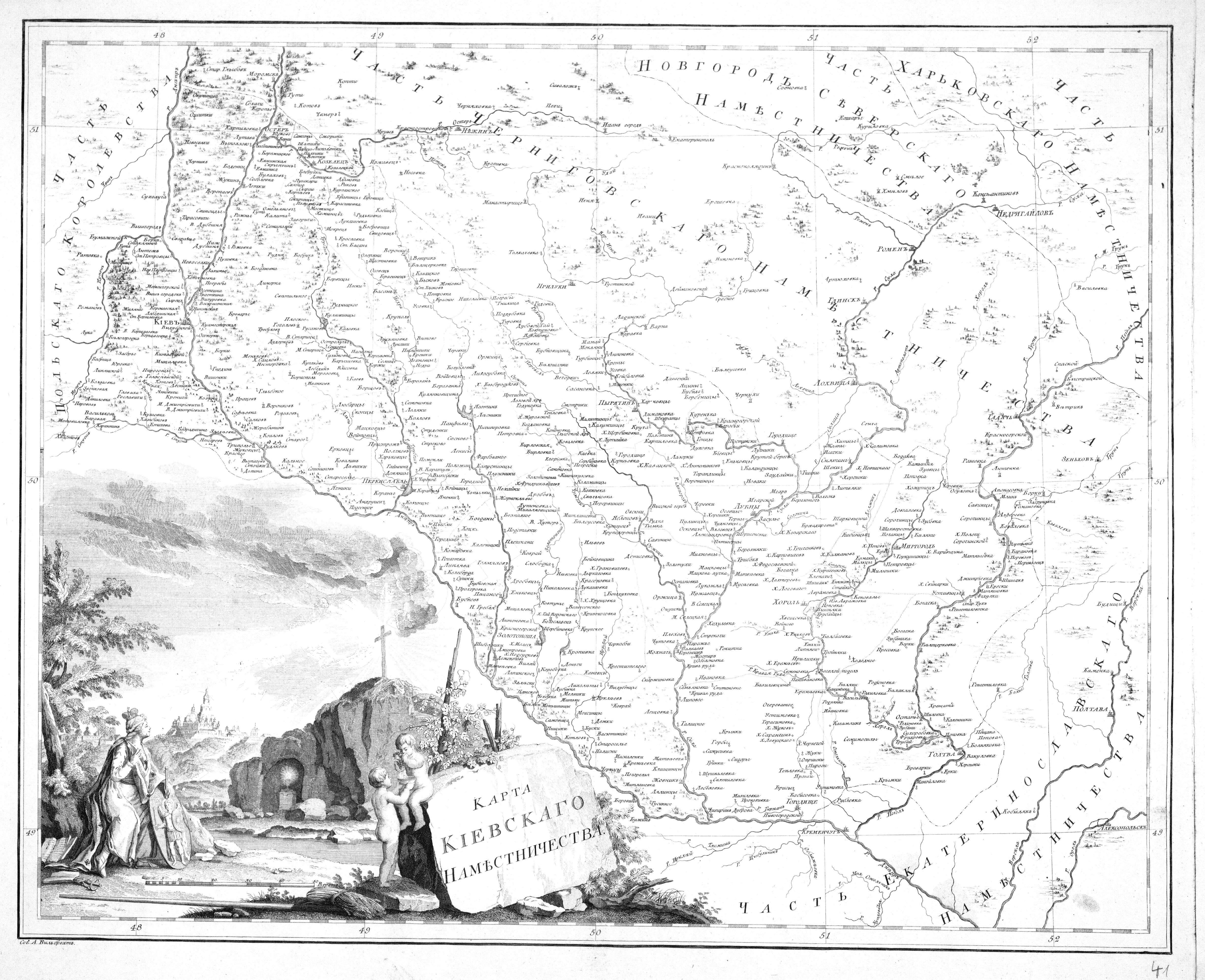
Карта Київського намісництва на якій позначено Проців, 1792 р.

Сучасне село складається з трьох раніше окремих сіл: Салькова, Софіївки і Процева. Найдавнішим є Сальков - історія села бере свій початок щонайменше з часів Київської Русі. Тоді було відоме як городище Сальків.
Церква також була лише у Салькові.
У середні віки, за Гетьманщини, виникло селище Проців, що входило до складу Вороньківської сотні Переяславського полку. Пізніше, з середини XVIII ст. у Бориспільській сотні Київського полку.
За описом Київського намісництва 1781 року в селищі Проців було 46 хат. За описом 1787 року в селищі проживало 190 «казених людей».
Є на мапі 1787 року.
У радянський період у Процеві було засноване одне з перших колективних господарств на території Бориспільського району — артіль «Колос» (1923). Вона об'єднувала 15 родин з 44 їдцями. 1924 року селяни Процівської артілі «Колос» та Ревненської артілі «Не гуляй нива» утворили нове спільне господарство — комуну ім. Леніна.
В 1933 році в селі проживало 1542 жителів і налічувалось 165 дворів. З села Проців виконавцями політики Голодомору було вивезено всі зернові і продовольчі фонди колективного господарства та запаси селянських родин. Від голоду померло в 1932—1933 роках 148 жителів. На місці масових поховань на сільському кладовищі в 1993 році встановлено дерев'яний хрест.
Об'єднання Проціва, Софіївки та Сальківа відбулось між 1946 і 1951 роками.

## Історія вулиці Івана Кудрі
1912 — Іван Кудря, радянський диверсант-розвідник, чекіст. Боровся проти українського національно-визвольного руху, здійснював теракти й диверсії, уродженець села.

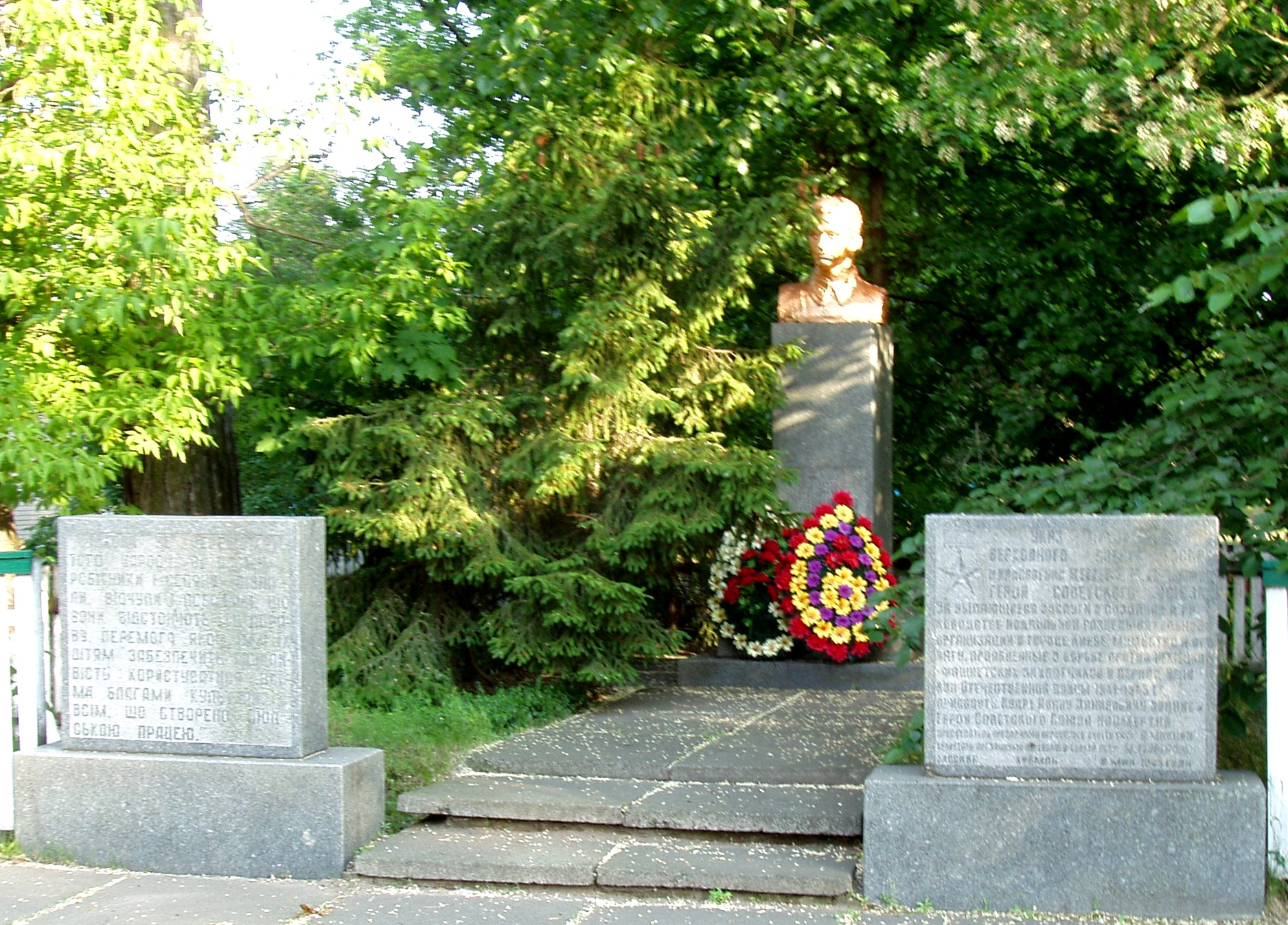
Пам'ятник Івану Кудрі у Процеві, ще стоїть, чекає декомунізації
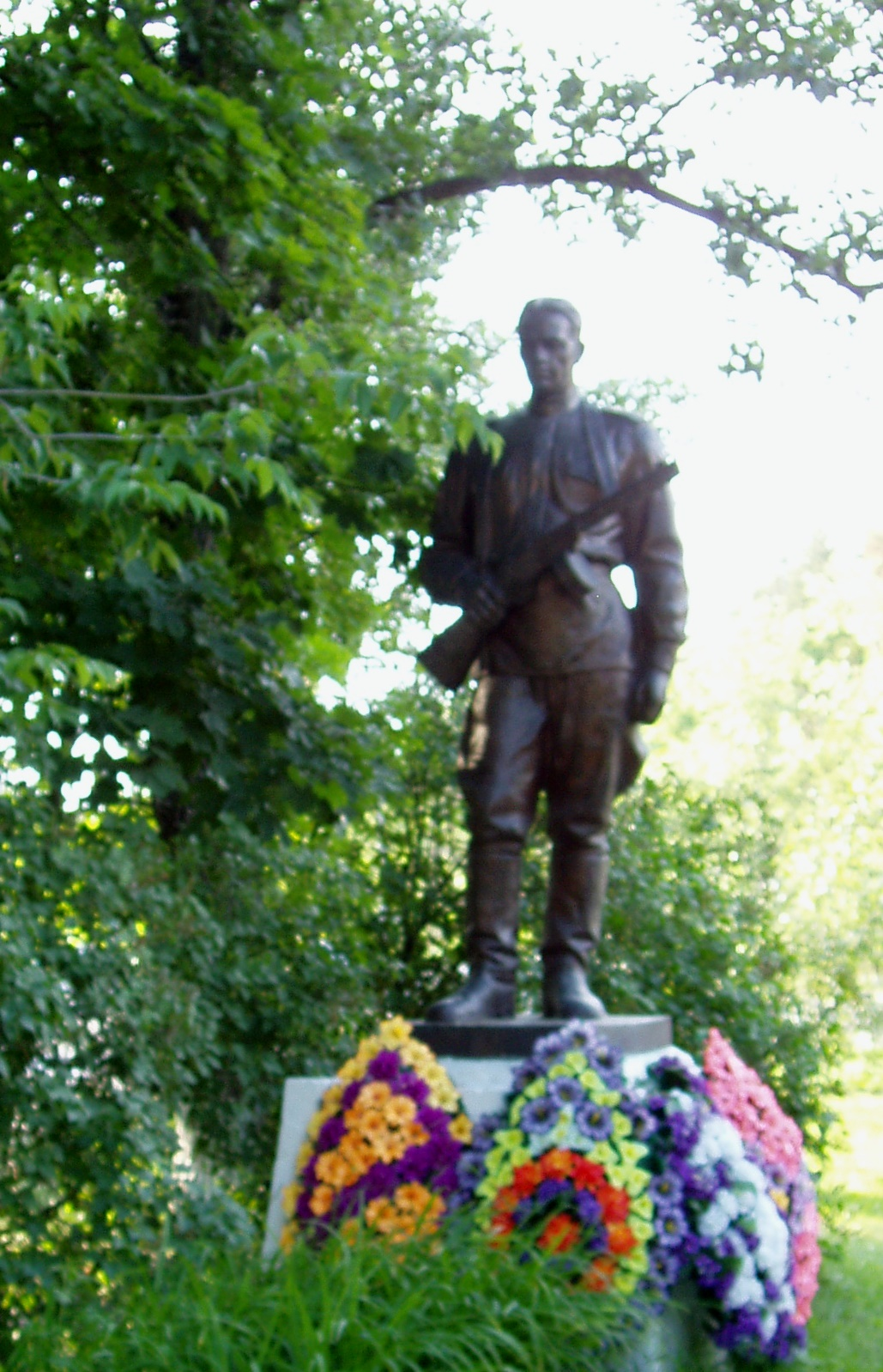
Братська могила воїнів Червоної Армії і пам'ятник воїнам-односельцям, які загинули в роки Другої світової війни

## Уродженці
- Тименко Григорій (1945—1968) — український поет. Один із шістдесятників.